# Рачевский, Ефим Лазаревич
Ефим Лазаревич Рачевский (род. 6 января 1949, Сороки, Молдавская ССР, СССР) — российский педагог, директор школы № 548 «Царицыно», народный учитель Российской Федерации (2008).

## Биография
С 1966 по 1971 год учился на историко-филологическом факультете Казанского государственного университета. В 1971—1973 годах служил в Советской Армии, в Забайкалье, лейтенант.
В 1973—1980 годах — учитель истории в школе № 30 города Казани. В 1980—1984 годах — учитель истории школы № 548 Москвы, с 1984 года — директор этой же школы. В 1996 году школа приобрела статус «Центр образования „Царицыно“».
Член Российского Общественного совета развития образования, Союза журналистов Москвы, ряда редакционных советов различных изданий, связанных с образованием, член Межведомственной рабочей группы по национальному проекту «Образование». Публикации связаны с проблемами общего образования, образовательной политики.
30 августа 2008 года Указом Президента Российской Федерации удостоен почётного звания «Народный учитель России». С 2008 года — член Общественной палаты РФ, член комиссии Общественной палаты по развитию образования.
Центр образования «Царицыно» — общеобразовательная школа № 548 Москвы, в которой наряду с общим образованием можно получить разнообразное дополнительное образование, профессиональную подготовку, а также повысить свою квалификацию в различных областях человеческой деятельности.

## Семья
- Жена — актриса Наталья Евгеньевна Беспалова (Рачевская).
  - Дочь — дизайнер Елизавета Рачевская.

## Награды и звания
- Медаль ордена «За заслуги перед Отечеством» II степени (30 января 2003 года) — за достигнутые трудовые успехи и многолетнюю добросовестную работу[2].
- Народный учитель Российской Федерации (30 августа 2008 года) — за выдающийся вклад в отечественное образование[3].
- Заслуженный учитель школы Российской Федерации (3 октября 1994 года) — за заслуги в обучении и воспитании учащихся и многолетний добросовестный труд[4].
- Почётная грамота Президента Российской Федерации (3 мая 2012 года) — за достигнутые трудовые успехи и многолетнюю добросовестную работу[5].
- Премия Президента Российской Федерации в области образования за 2003 год (25 января 2005 года) — за научно-практическую разработку для общеобразовательных учреждений «Многомодульная сеть центра образования „Царицыно“ — действующая модель модернизации российской школы»[6].